# Лятош, Ян
Ян (Ива́н) Ля́тош (Ла́тош) (пол. Jan Latosz, иногда также пол. Jan Latoszyński или рум. Latosinius; около 1539, Краков — до 1608, Острог) — польский учёный, астроном, астролог, математик. Доктор медицины.

## Биография
Родился в краковской семье. Два года учился в Падуанском университете, получил там степень доктора медицины.
В 1565 году начал преподавать в Краковской академии (ныне Ягеллонский университет). В 1582 году стал профессором Краковской академии, в 1584 — деканом лечебного факультета. Занимался составлением прогностик — астрологических прогнозов на грядущий год.

### Реформа календаря
Латош был одним из тех, кому было поручено прокомментировать новую реформу календаря папы Григория XIII, когда та был предложена всем крупным европейским университетам в 1581 году. Хотя большая часть академии одобрила план реформы, Латош представил другое решение, предложенное его старому знакомому кардиналу Альберто Бологнетти, бывшему папским нунцием в Польше во времена короля Стефана Батория. Однако его план был объявлен несовместимым с решениями вселенских соборов, и вместо этого папа принял другое решение проблемы високосного года.
Это повлекло ряд событий, пошатнувших положение Латоша, поскольку ученый считал свое решение гораздо более полным и астрономически-точным, чем решение, принятое всеми католическими государствами Европы. В то же время протестантские государства также критиковали календарную реформу (главным образом потому, что она была предложена папством, а не императором Священной Римской империи или любой другой светской властью). Из-за этого Латоша связали с протестантами, борьбу с которыми вел ревностный католик Сигизмунд III Ваза. В дополнение к этому календарный вопрос в Польско-литовском Содружестве сильно увязал в борьбе католических, униатских и православных магнатов (последние так и не приняли реформу).
Опасаясь репрессий против Академии, по настоянию епископа Краковского Бернарда Мачейовского, ректор сменил Латоша на его посту.

### Дальнейшая жизнь
Преследуемый церковной иерархией и иезуитами, Латош был вынужден обратиться за поддержкой к князю Константину Василию Острожскому, одному из самых влиятельных людей в Восточной Польше того времени. С 1594 года ученый посвящал свои прогностики членам семьи князей Острожских, а в 1598 году переехал в Острог, где стал личным врачом князя и профессором математики Острожского училища (академии). В Остроге продолжил свои исследования в области астрономии, астрологии и математики.
В 1602—1603 годах издал несколько работ, в частности, «Minucie» и «Предостережение... на год 1603... На меридиан Острожский» про неточности в реформе григорианского календаря. Этим, по выражению иезуитов, «Русь в упрямстве укрепил».
Латош умер и был похоронен в Остроге в 1608 году. Его могила на местном кладбище была уничтожена в 1960 году.

## Астрологические предсказания
Латош осуществил ряд прогнозов на основе своих астрономических расчетов. В 2011 году в Острожской академии была обнаружена книга «Прогностикон», написанная в 1594 году и содержащая предсказания Латоша. В частности, в «Прогностиконе» утверждается, что после 2511 года на Земле начнутся катастрофические апокалиптические события, описанные в «Библии». Сам конец света «Прогностикон» определяет на 3036 год. Несколько астрологов, математиков и философов под руководством Латоша работали над определением этой даты.
Кроме того им, было записано несколько астрологических предсказаний (результативных) про другие важные для того времени события: про победу Персии в войне с Османской империей в XVII веке и победу короля Яна III Собеского в битве под Веной в 1683 году.
Свои астрологические предсказания писал на смешанном старопольском и латинском языках.